# Le Montet
Le Montet je francouzská obec v departementu Allier v regionu Auvergne. V roce 2011 zde žilo 509 obyvatel. Je centrem kantonu Le Montet.

## Sousední obce
Deux-Chaises, Rocles, Saint-Sornin, Tronget

## Vývoj počtu obyvatel
Počet obyvatel 

## Historie
Místo na návrší, které poskytovalo přirozenou obranu, bylo osídleno velmi dávno. Roku 940 věnovali pánové de Bourbon půdu k založení benediktinského převorství. Mniši z kláštera Saint Michel de la Cluse v Piemontu (asi 10 km západně od Turína) zde postavili klášter s mohutným kostelem a obec byla obehnána hradbou. Za náboženských válek roku 1568 ji přesto dobyli Hugenoti, kteří ji vyrabovali a vypálili.

### Pamětihodnosti
- Kostel St. Gervais et St. Protais, románské kamenné trojlodí s věží v průčelí. Vyniká mimořádně bohatou kamenickou výzdobou v geometrickém stylu. Kostel dal postavit v 11. století Archambaud III. de Bourbon (také Archambaud mladší nebo z Montetu), který je v něm také pochován.
- Zámeček („manoir“) Laly, patrová stavba z 18. století, patřil vévodům de Bourbon.

### Galerie

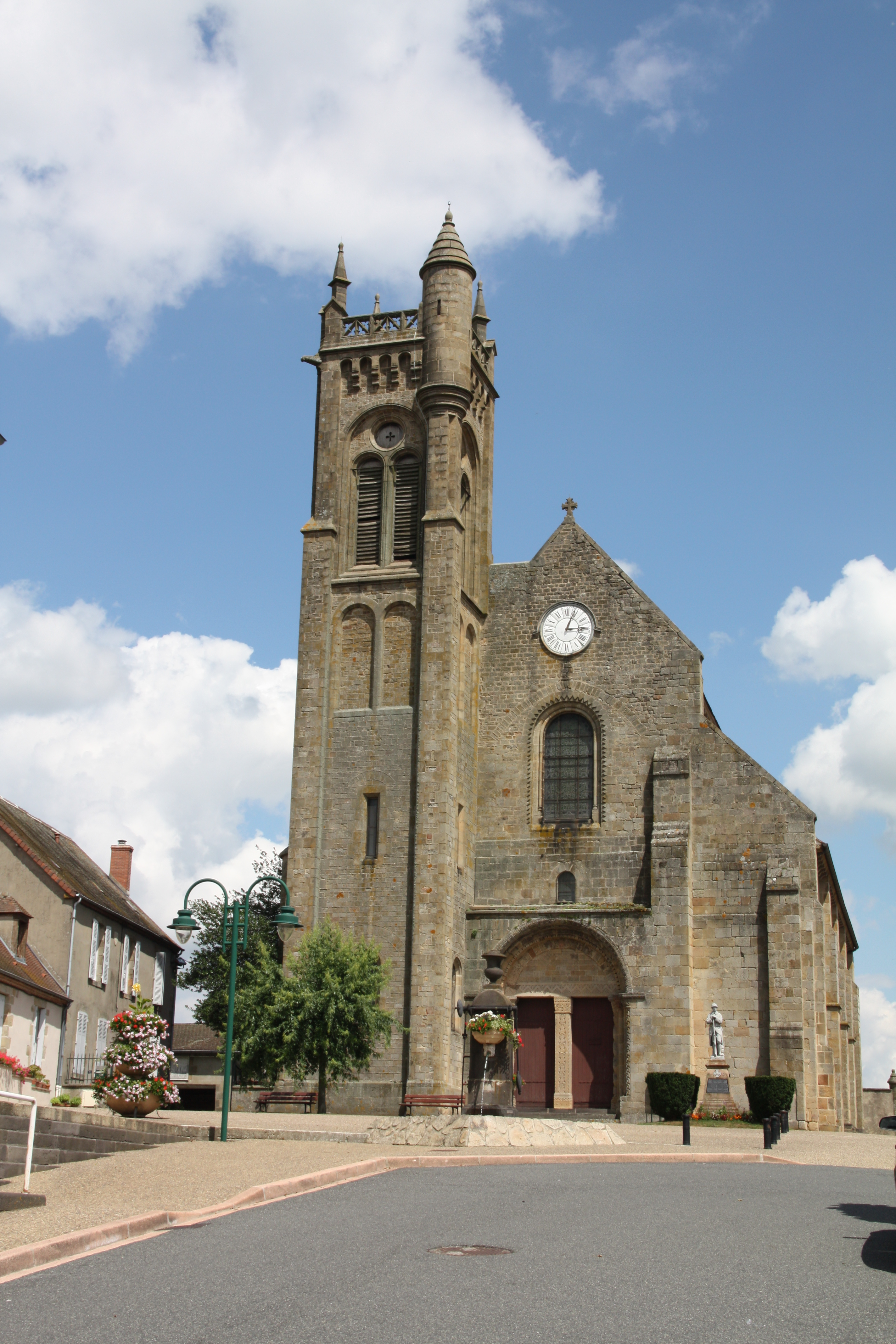
Hlavní průčelí
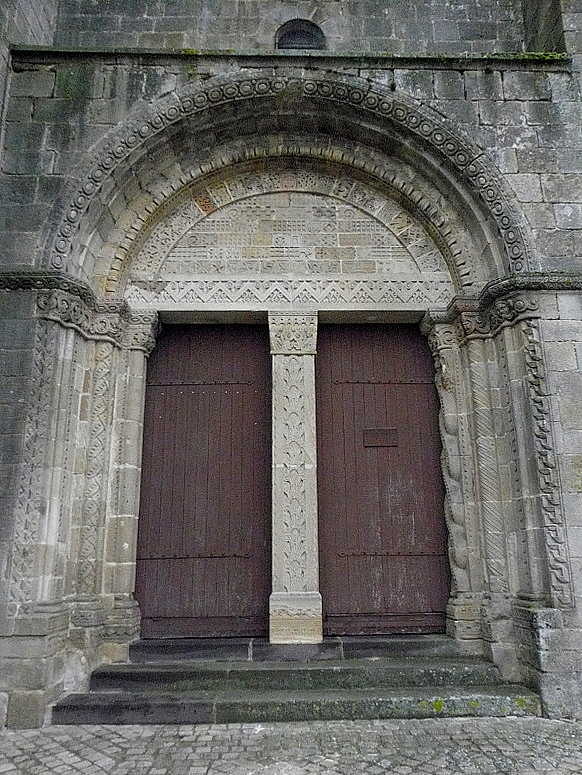
Portál, tympanon
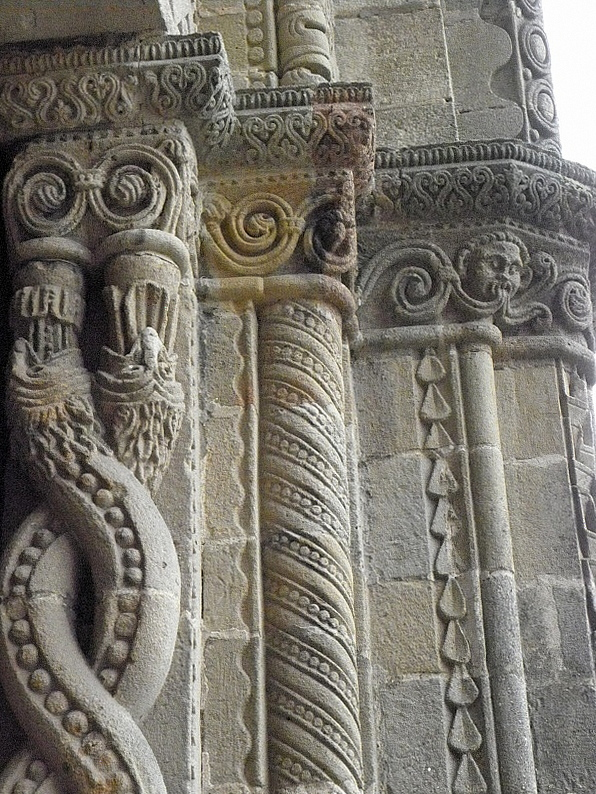
Portál, detail
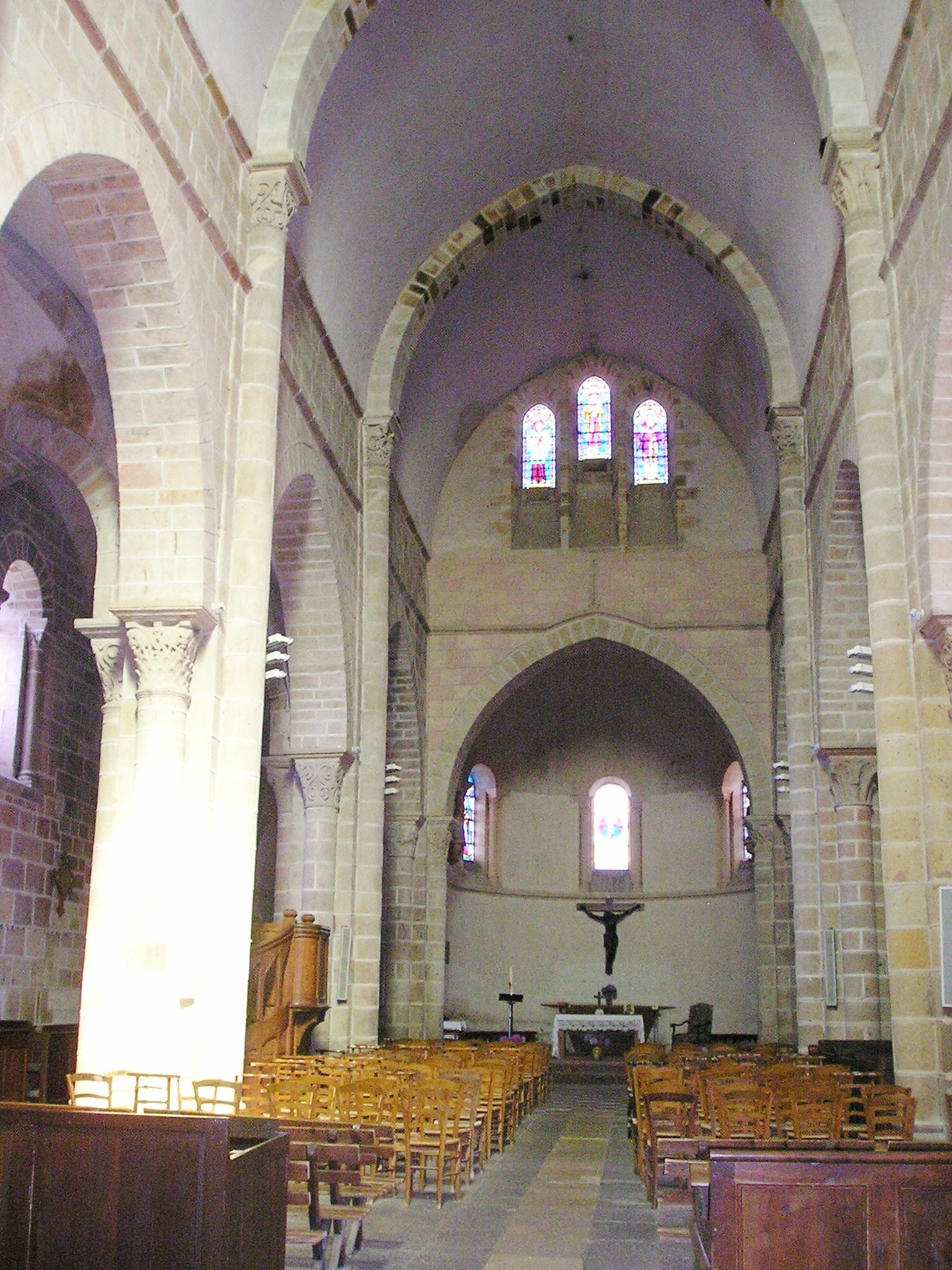
Interiér